# Joan Just i Bertran
Joan Just i Bertran (Sant Cugat Sesgarrigues, 5 d'octubre del 1897 – Igualada, 25 d'abril del 1960) va ser un músic, mestre de música i compositor, molt vinculat a Igualada.

## Biografia

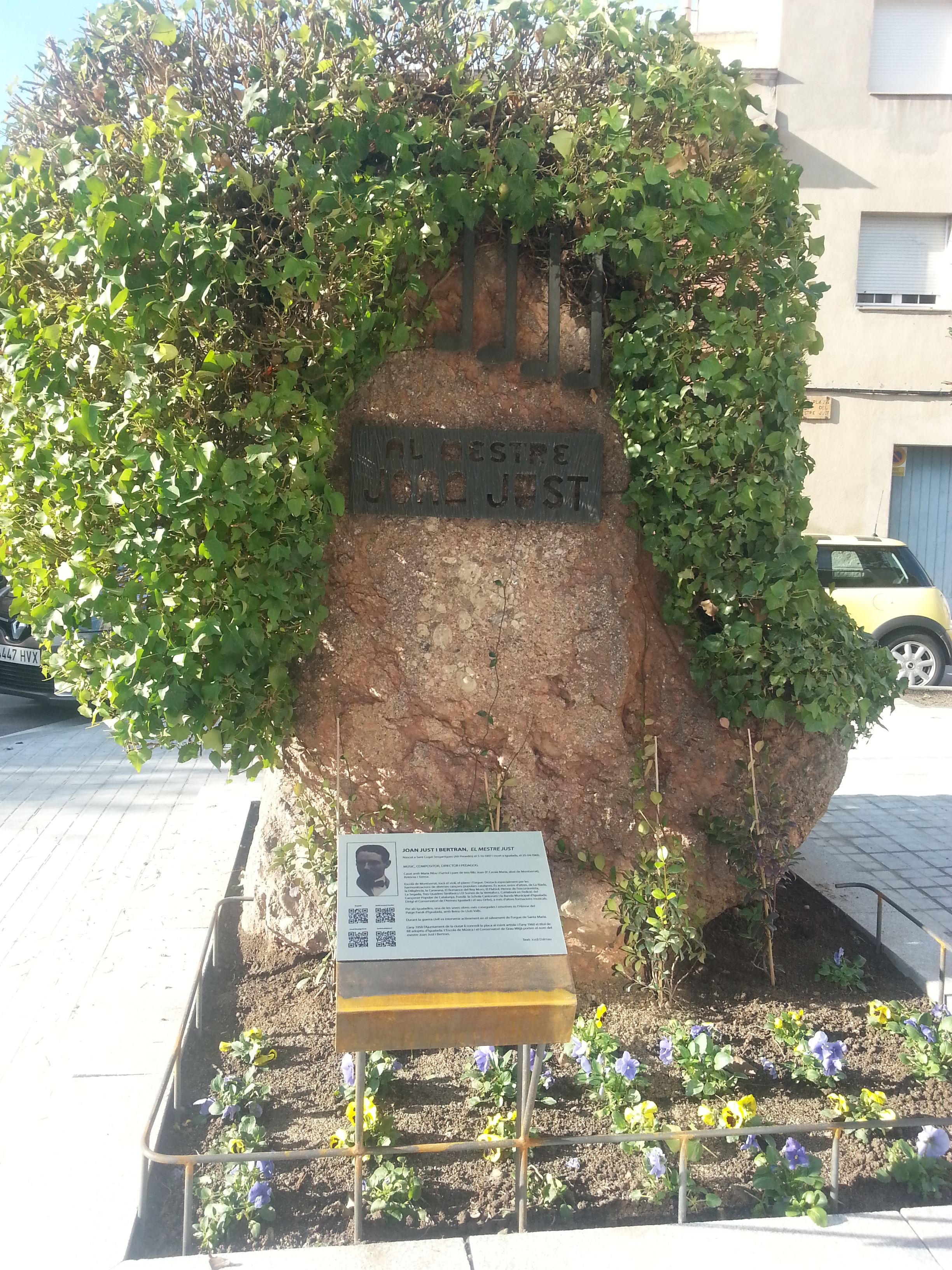
Monument al mestre Joan Just, situat a la plaça del Mestre Just, a Igualada.

Rebé els primers ensenyament musicals del seu pare, Miquel Just, violinista i director de cor populars. A l'edat de nou anys ingressà a l'Escolania de Montserrat, per estar-s'hi els següents set anys aprenent-hi violí, piano, orgue, teoria musical, solfeig i harmonia. Tingué per mestres els destacats monjos Manuel M. Guzman i Anselm Ferrer. De Montserrat passà a estudiar a l'Escola Municipal de Música de Barcelona, amb els mestres Millet, Morera, Carles Pellicer i Balcells.
L'any 1921 obtingué la plaça de Director de Música del col·legi de Santo Domingo d'Oriola. Mentre visqué a la capital del Baix Segura fundà l'Orfeó Orcelità i també una escola de gimnàstica; a més, estudià el folklore musical murcià i compongué dues de les seves primeres peces, La riada i La diligència.
Es casà amb Maria Riba i Furriol l'any 1925, ja de tornada a Barcelona. Treballà de director del Cor Mixt de Ràdio Barcelona, hi col·laborà amb el mestre Antoni Pérez i Moya i s'hi ocupà de la crítica de novetats discogràfiques. Amb diversos músics amics (Josep Maria Roma, Frederic Longàs i Josep Caminals) fundà l'Acadèmia Albéniz, on Joan Just duia l'assignatura d'harmonia. Compaginà aquesta feina amb les de pianista de cinema mut a diversos cinemes, la d'organista a esglésies barcelonines i, encara, amb actuacions musicals ocasionals en bars de la ciutat.
En plegar l'Acadèmia trobà una nova feina a la Fundació Patxot; a instàncies del mestre Millet es dedicà al projecte de l'Obra del Cançoner Popular. Amb el seu amic Josep Maria Roma feu diverses expedicions de recollida de materials, cobrint les zones de Castelló de la Plana, València i Múrcia, amb algunes escapades a Tortosa i Valls.
L'any 1931, Just es traslladà a Igualada per substituir el mestre Manuel Borgunyó com a director del Conservatori de l'Ateneu Igualadí de la Classe Obrera, i romangué en el càrrec fins a la seva mort. Des de la seva posició com a director de l'Orfeó de l'Ateneu, fundà la Schola Cantorum el 1939, a fi que les cerimònies religioses tinguessin un acompanyament de música polifònica qualificat. A l'any 1940 inicià un altre projecte, el de la Banda de Música d'Igualada. Simultàniament, dirigia l'Escolania de la Pietat, impartia classes de música, piano i violí al col·legi dels Escolapis de la capital de l'Anoia i portava la direcció de l'Orfeó de Santa Coloma de Queralt. Igualment, col·laborà amb la Secció de Musicologia del Centre d'Estudis Comarcals i promogué la creació de les Joventuts Musicals.
La Guerra Civil estigué marcada pel salvament de la destrucció de l'orgue de l'església de Santa Maria i la protecció que donà al monjo de Montserrat David Pujol, que amagà dels que el volien assassinar, i a qui ajudà a fugir a l'estranger. Els anys 40 i 50 veieren l'eclosió de les institucions fundades pel mestre. El 1942, fundà amb mossèn Amadeu Amenós la Schola Cantorum i posteriorment el 1955 la Coral Mixta d'Igualada feren la seva actuació més destacada, la interpretació de la Missa del Papa Marcel, de Palestrina, en una versió per a quatre veus masculines. L'any 1958, la Schola i la Banda de Música d'Igualada reforçada (en funcions d'orquestra simfònica) presentaren una versió del Rèquiem de Mozart de gran nivell.
Gran pedagog, formà tota una generació de professionals de la música. Alguns dels seus exalumnes destacats han estat Jordi Savall, Maria del Rio Monfort, les pianistes Teresa Llacuna i Josefina Rigolfas, i el seu propi fill Joan (el futur abat de Montserrat Cassià Maria Just).
Com a compositor produí un centenar d'obres, que signà ocasionalment amb els pseudònims Grüber i Frommer. A més d'un gran nombre de cançons, pròpies i harmonitzades per a cor, fou autor de músiques per al teatre, goigs i sardanes.

## Reconeixements

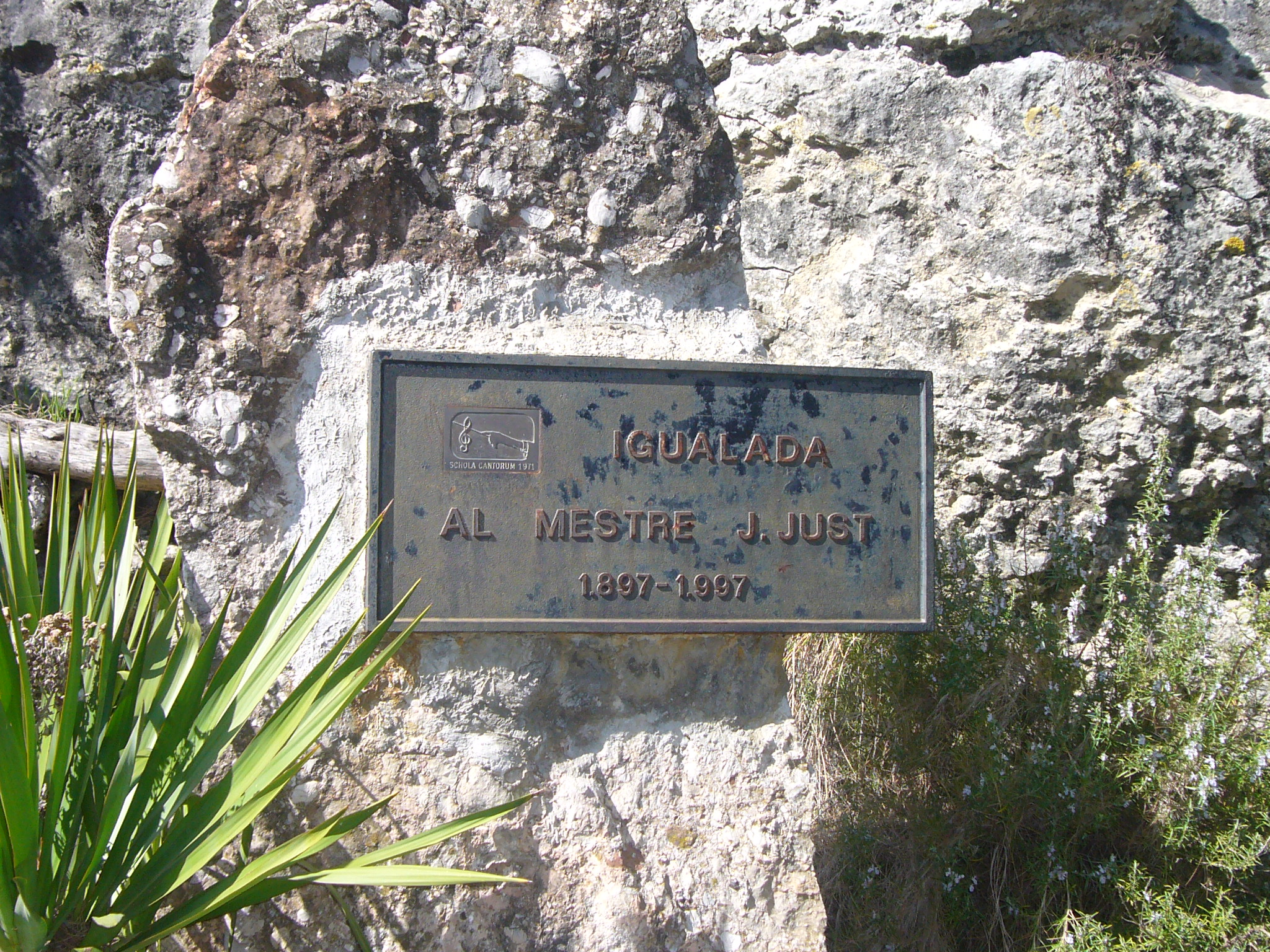
Placa en honor de Joan Just, instal·lada el 1997 a la Tossa de Montbui, en ocasió del centenari del naixement del Mestre

Fou homenatjat per l'ajuntament d'Igualada, que li atorgà la Placa del Mèrit Artístic (23.2.58) i el nomenà Fill Adoptiu de la Ciutat (25.2.60). El 1970 s'erigí un monòlit a la Tossa de Montbui en recordança seva i, més modernament, s'ha denominat amb el seu nom l'Escola Municipal de Música i Conservatori de Grau Mitjà Mestre Joan Just d'Igualada. Els anys 1996 i 1997 van fer-se dues edicions del Concurs Nacional de Cant Coral Mestre Joan Just, que van guanyar respectivament el Cor Madrigal i el Cor de Cambra Lieder Càmera. El compositor Miquel Solà i Ferrés li dedicà la sardana Benvinguts. L'any 1997, en ocasió del centenari del naixement del Mestre, s'instal·là una placa commemorativa a la Tossa de Montbui. L'any 2014 es rehabilità la plaça dedicada al Mestre Just, a Igualada, on hi ha un monument dedicat al músic.

## Obres
Musicà peces com La Passió, de Salvador Bonavia, i Nadal, d'Antoni Baldrich.
- A la Inmaculada Concepción: Pequeño Oficio de la Inmaculada (1926), per a cantar a cor amb el text llatí. Composició signada Juan Bautista Just
- Un cablegrama, lletra i música de Joan Just
- La caravana
- Cirerer florit, amb lletra de Joan Maria Guasch
- La diligència (1922)
- L'emigrant, o la terra, la fe i l'amor, comèdia dramàtica en tres actes (1927), música de Joan Just a l'obra de Salvador Bonavia
- La filla d'Igualada, lletra i música de Joan Just
- El flabiol, per a cor
- Goigs en llaor de Nostra Senyora de Gràcia (a l'ermita de La Tossa de Montbui), Santa Maria del Camí, Mare de Déu de la Guia, Mare de Déu de Montserrat, Sant Roc, Sant Agustí, Sant Simeó Estilita, Sant Cristòfor, Sant Antoni Abat
- Himne de l'excursionista (1951)
- Himne del Patge Faruk, nadala per a cor
- Jesucrist: vida, passió, mort (1927), música al drama sacre en un pròleg i 5 actes escrit per Fidel Grifol
- Marziale
- Pastorets
- El pont d'Avinyó glossa per veus mixtes harmonitzada per Joan Just
- Primaveral (1947), sardana
- La riada (ca. 1922)
- El romance del rey moro
- La segada, sardana coral d'una poesia mallorquina
- El somni de la Ventafocs: comèdia lírico-fantàstica, d'espectacle, en tres actes (1928), lletra de Fidel Grifol i música del mestre Just
  - El somni de la Ventafocs, sardana de l'obra
- Tres quadres simfònics (1960), estrenada pòstumament, fou acabada per Josep Maria Roma (comprèn Dansa fantàstica, Marxa elegíaca i Capritx espanyol)
- La vall de Núria (1949), sardana

### Harmonitzacions i arranjaments per a cor
- Cançons populars catalanes, com Mambrú (1951), El Maridet (1948) i les nadales La bona Mare de Déu, La cançó del pobre, El cant dels ocells, El dimoni escuat (1946), Les dotze van tocant (1950), Marxa dels Reis d'Orient (1949), El noi de la mare (1946, lletra de Verdaguer), El primer Nadal, S'acaben les setmanes (1947)
- Cançons populars, com Aires de Aragón, Estudiantil, El morito Pititón i les nadales Dime niño, Hablad muy bajito, San José al niño, ¡Ven a Belén! i La Virgen se está peinando
- Som el dia de Nadal, nadala bretona

### Obres de Joan Just
- Joan Just Quatre cançons populars catalanes a tres veus iguals Barcelona: Imp. J. Parés, s.a.
- Joan Just Quatre nadales populars catalanes a tres i quatre veus iguals Barcelona: Imp. J. Parés, 1950
- Juan Just Cuatro canciones populares españolas Igualada: s.n., 1952 (Barcelona: Imp. J. Parés)
- Joan Just, harmonització Quatre cançons de camí i un himne de l'excursionista Barcelona: Imp. J. Parés, 1953
- Juan Just, harmonització Canciones españolas de Navidad a cuatro y cinco voces mixtas Barcelona: s.n., 1960
- Homenatge dels Amics dels Goigs del Centre d'Estudis Comarcals d'Igualada al mestre Joan Just i Bertran Igualada: Amics dels Goigs del Centre d'Estudis Comarcals d'Igualada, 1971. Recull deu goigs musicats pel mestre
- Joan Just i Josep Maria Roma, recopiladors Terres de Castelló publicat en el volum col·lectiu Materials de l'Obra del Cançoner Popular de Catalunya VIII Barcelona: Abadia de Montserrat, 1998
- Joan Just i Josep Maria Roma, recopiladors Camp de Tarragona publicat en el volum col·lectiu Materials de l'Obra del Cançoner Popular de Catalunya IX Barcelona: Abadia de Montserrat, 1999

### Obres sobre Joan Just
- Jordi Dalmau i Ribalta Petita història del Mestre Just Barcelona: Mediterrània, 1997 (reimprès el 2006)
- Maria Antònia Bisbal i Sendra, Maria Teresa Miret i Solé Diccionari biogràfic d'igualadins Barcelona: Fundació Salvador Vives i Casajuana, 1986. ISBN 8423202461
- Homenatge al mestre Joan Just 1897-1960 Igualada: Comissió organitzadora de l'Homenatge-Schola Cantorum, 1971
- Homenaje al maestro J.Just Igualada: Gràfiques Argent, 1960